# La Rappresentante di Lista
La Rappresentante di Lista (noto anche con l'acronimo LRDL) è un gruppo musicale italiano formatosi nel 2011 a Palermo per iniziativa di Veronica Lucchesi e Dario Mangiaracina.

## Storia

### Primi anni,(Per la) via di casa(2011-2014)
Il gruppo nasce nel giugno 2011 quando Lucchesi, originaria di Viareggio, e Mangiaracina, originario di Palermo, si incontrano a Valledolmo durante le prove dello spettacolo teatrale Educazione Fisica, diretto da Sabino Civilleri e Manuela Lo Sicco. Lucchesi, in precedenza, si era trasferita a Palermo per frequentare un corso di teatro di Emma Dante dopo aver abbandonato gli studi in Giurisprudenza, mentre Mangiaracina ha conseguito una laurea in Medicina.
Il nome del gruppo nasce quando Lucchesi, al fine di poter votare fuori sede al referendum abrogativo del 2011 in tema di energia nucleare, si iscrive come rappresentante di lista di uno dei vari partiti politici. Il 6 marzo 2014 esce il loro primo album in studio, (Per la) via di casa, che inaugura la collaborazione del duo con l'etichetta Garrincha Dischi. L'album, che presenta sonorità folk e territoriali, contiene anche due brani in lingua tedesca (Klammern an den Zähnen e Winter Underwear). Proprio con la canzone La Rappresentante di Lista, contenuta nel primo album, partecipano alla XXV edizione del festival Musicultura nel 2014, risultandone finalisti.

### Bu Bu Sad(2015-2017)

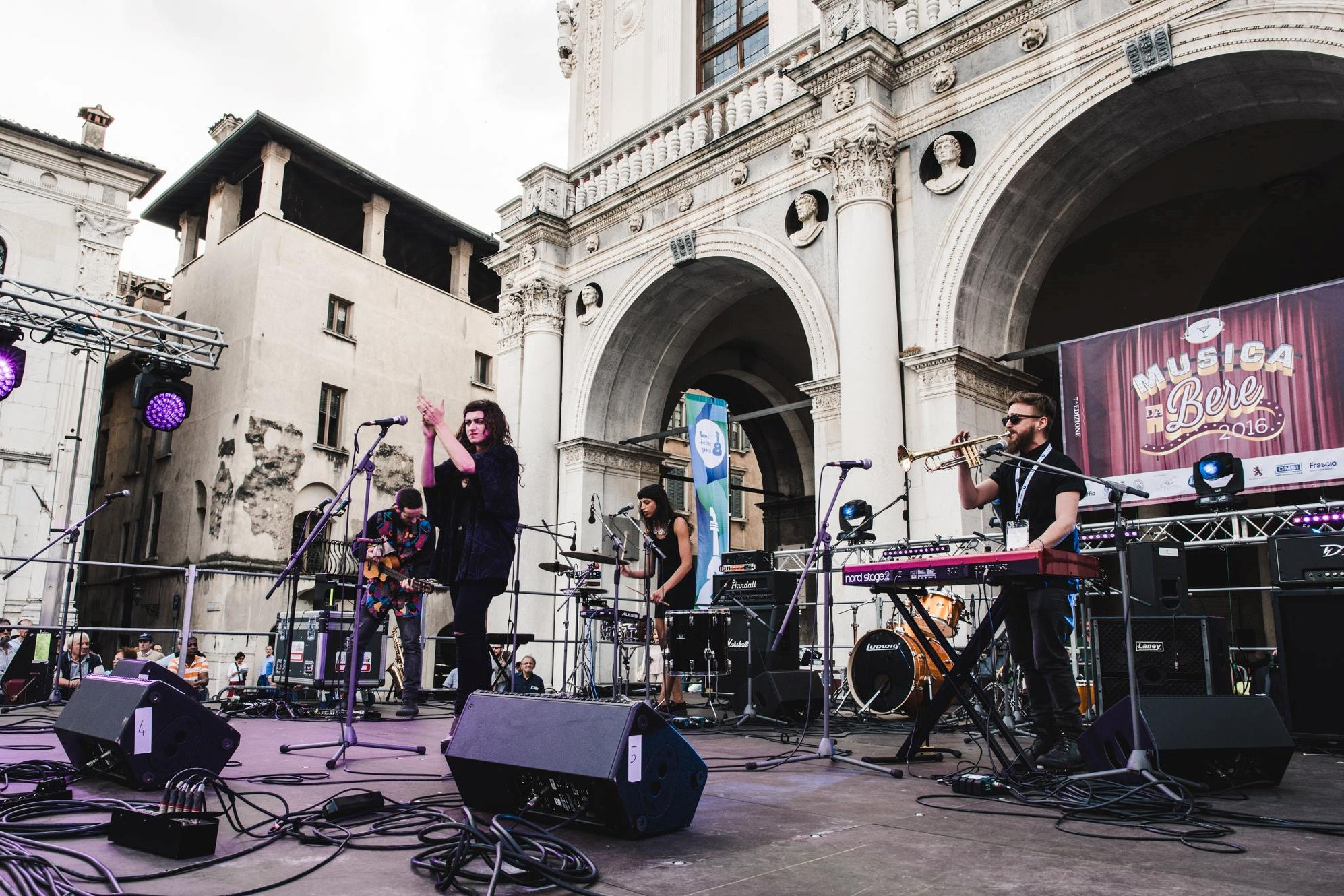
Il gruppo al Musica da bere a Brescia nel 2016

Il 4 dicembre 2015 esce il loro secondo album, Bu Bu Sad, presentato in anteprima presso la libreria LaFeltrinelli di Palermo. La promozione del disco è avvenuta sia con la pubblicazione di tre singoli, Invisibilmente, Apriti cielo! e Bora Bora, sia attraverso il Bu Bu Sad Live Tour, che ha visto il duo esibirsi in Italia accompagnato da tre turnisti: Marta Cannuscio alla batteria, Enrico Lupi alla tromba e sintetizzatori ed Erika Lucchesi al sassofono.
Nel giugno 2016 partecipano alla settima edizione del concorso Musica da bere vincendo il Premio Live per la migliore esibizione dal vivo.
Dai continui concerti seguenti l'uscita di Bu Bu Sad nasce l'idea di pubblicare, il 7 marzo 2017, il primo album dal vivo della band, Bu Bu Sad Live, contenente sia brani dal disco che dal precedente (Per la) via di casa, oltre alle cover di ...e la luna bussò di Loredana Bertè e Cumu è sula la strata dei Fratelli Mancuso.

### Go Go Diva(2018-2020)

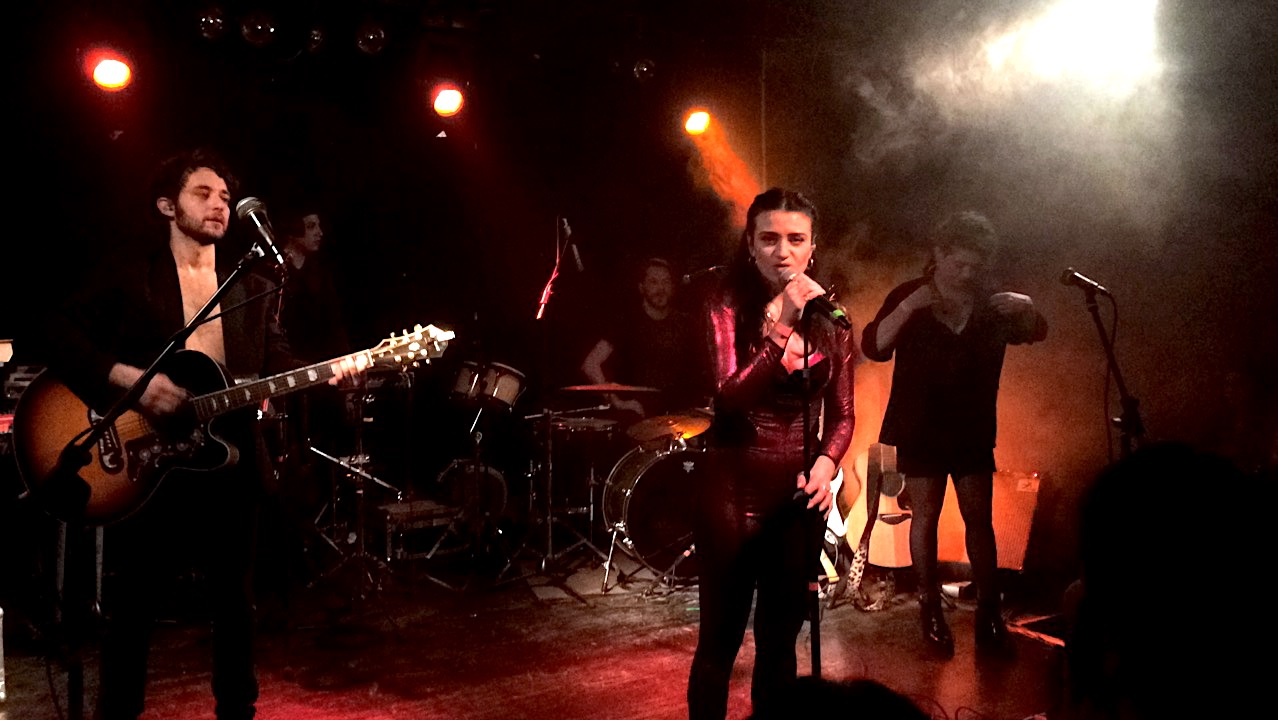
La Rappresentante di Lista in concerto a Palermo nel 2018 durante il Go Go Diva Tour

L'8 novembre 2018 La Rappresentante di Lista ha annunciato il terzo album in studio Go Go Diva, pubblicato il successivo 14 dicembre; il duo l'ha descritto come «un invito a perdersi, a battersi, a spogliarsi e a cantare con tutta la voce che si ha in corpo», aggiungendo che «nell'inferno dei desideri, nel buio della paura, nell'oscurità di questo tempo, noi ci sentiamo maledettamente vivi». Ad anticiparne l'uscita, il 16 novembre è stato reso disponibile digitalmente il primo singolo Questo corpo, in seguito incluso anche nella colonna sonora della serie The New Pope di Paolo Sorrentino. Lo stesso 16 novembre vengono pubblicate le date del Go Go Diva Tour, con prima tappa a Palermo il 25 dicembre 2018.
Il 16 aprile 2019 è stata pubblicata su Rockit una versione inedita di Conoscersi in una situazione di difficoltà, collaborazione musicale del gruppo con Giovanni Truppi, mentre il 25 giugno è uscito il singolo Ci diamo un bacio di Dimartino in collaborazione con il duo. Il 1º maggio 2019 il gruppo si è esibito al Concerto del Primo Maggio a Roma. Conclusa la prima parte del Go Go Diva Tour, il 24 settembre 2019 la band ha dato inizio ad Anatomia Fantastica al Mercurio Festival di Palermo, una performance incentrata sul tema del realismo magico di Alejandro Jodorowsky con incursioni in Julio Cortázar e Gianni Rodari. La performance è stata replicata in varie città italiane.
Il 31 gennaio 2020 è uscito l'EP 5 di Giovanni Truppi, al cui interno figura una nuova versione del suo brano Due segreti incisa con il duo. Il 6 febbraio La Rappresentante di Lista ha preso parte alla terza serata del Festival di Sanremo a fianco di Dardust e del cantante in gara Rancore per l'interpretazione del brano Luce (tramonti a nord est) di Elisa; la performance si è classificata nona al termine della serata.

### My Mammae i Festival di Sanremo (2021-2023)

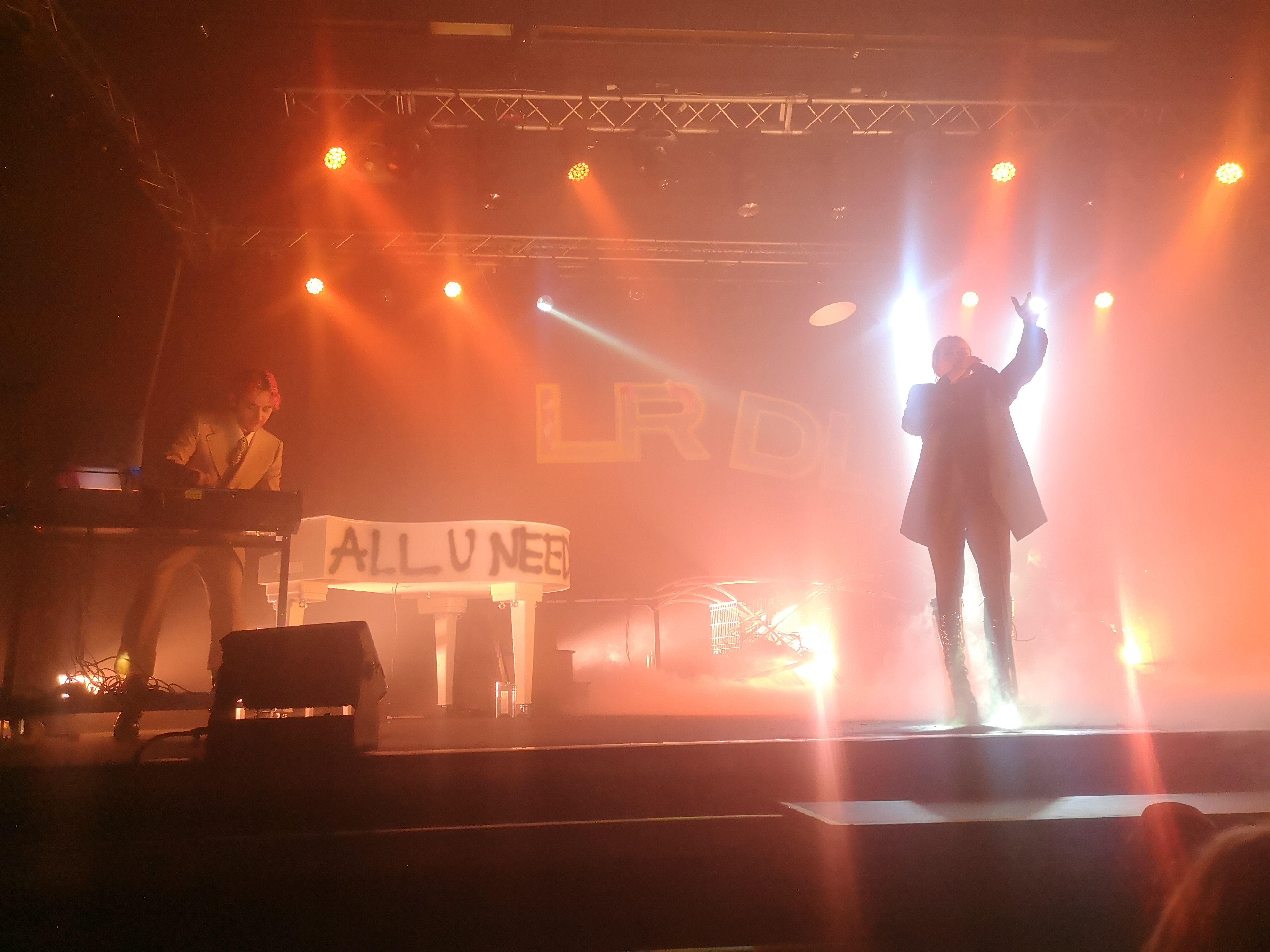
Il gruppo in concerto a Nonantola nel 2022

Il 14 dicembre 2020 la band ha annunciato di essere al lavoro sul quarto album in studio. Tre giorni più tardi è stata annunciata la loro partecipazione al Festival di Sanremo 2021 in qualità di concorrenti nella sezione Big con il brano Amare, classificatosi undicesimo al termine della kermesse. All'interno della stessa manifestazione, nella serata delle cover, duettano con Donatella Rettore in una nuova versione di Splendido splendente, classificandosi al nono posto.
Contestualmente alla loro partecipazione, il 5 marzo La Rappresentante di Lista ha pubblicato l'album My Mamma, anticipato il 12 febbraio dal singolo Alieno. Il disco presenta dieci brani e tre interludi (questi ultimi esclusi dall'edizione digitale) prodotti per la maggior parte da Papa D & Piccolo Cobra, team che include sia Lucchesi e Mangiaracina sia i produttori Roberto Cammarata e Marco Romanelli, e si caratterizza per le sonorità più pop ed elettroniche rispetto al passato.

Grazie alla loro partecipazione al Festival di Sanremo, il gruppo si è fatto conoscere da un pubblico più ampio, sebbene Mangiaracina abbia voluto sottolineare l'attitudine indipendente rispetto al panorama mainstream:
Il 7 maggio 2021 il gruppo ha annunciato la sua quarta tournée musicale, il My Mamma Tour, con prima tappa ad Arezzo il 24 giugno. In occasione dello stesso tour il 9 luglio 2021 viene pubblicato un singolo inedito, Vita, incluso nella riedizione streaming dell'album. Un ulteriore singolo proveniente dall'edizione originale dell'album, Religiosamente, è stato reso disponibile il 22 ottobre, mentre sei giorni più tardi è stato distribuito da Il Saggiatore il primo romanzo del gruppo, Maimamma, incentrato sulle vicende della protagonista Lavinia.
Nel 2022 hanno nuovamente preso parte al Festival di Sanremo con il brano Ciao ciao, classificatosi settimo al termine della manifestazione; in occasione della serata delle cover il duo ha eseguito una versione di Be My Baby delle Ronettes insieme a Cosmo, Margherita Vicario e Ginevra. Entrambi i brani sono stati inclusi nella riedizione di My Mamma denominata Ciao ciao Edition, distribuita digitalmente l'11 febbraio. Il 5 aprile hanno promosso l'organizzazione del concerto Tocca a noi - Musica per la pace, svoltosi in piazza Maggiore a Bologna, al quale si sono esibiti. Il 17 giugno il duo ha pubblicato il singolo Diva, volto ad anticipare la tournée estiva di My Mamma. Il brano è stato in seguito inserito nell'EP Ciao ciao, distribuito il 16 dicembre nel solo formato vinile e comprensivo anche di Ciao ciao, Be My Baby e Vita, in precedenza mai pubblicati su supporto fisico.
Nel 2023, in occasione del 73º Festival di Sanremo, I Cugini di Campagna hanno presentato il brano Lettera 22, scritto da La Rappresentante di Lista stessa insieme a Fabio Gargiulo. Il 14 aprile dello stesso anno il duo ha pubblicato l'album dal vivo Live with Orchestra, contenente l'esibizione tenuta dal gruppo a Ravenna nell'estate 2022 accompagnati dall'Orchestra Arcangelo Corelli condotta da Carmelo Emanuele Patti. Il 5 maggio è invece uscito il singolo Tilt del duo di produttori Zef e Marz, alla quale Lucchesi e Mangiaracina hanno partecipato in qualità di artisti ospiti insieme a Elisa.

### Giorni felici(2024-in corso)
Nel febbraio 2024 il duo partecipa al 74º Festival di Sanremo durante la serata delle cover, cantando Sweet Dreams (Are Made of This) insieme ad Annalisa (in gara) e al Piccolo Coro Artemìa.
Nella primavera del 2024 il duo pubblica il singolo Paradiso, brano apripista del quinto progetto in studio. Nell'autunno seguente esce anche il secondo singolo, La città addosso, come seconda anticipazione a Giorni felici, che viene commercializzato il 25 ottobre 2024.

## Stile musicale
Appartenente alla scena musicale indipendente italiana, La Rappresentante di Lista è definito dai suoi membri un gruppo «queer pop», come affermato più volte in varie interviste. Nel 2017, in occasione di un'intervista concessa a la Repubblica XL, il duo ha dichiarato:
 L'anno seguente hanno spiegato come il termine, se privato di «tutti gli aspetti che hanno a che fare con la sessualità», assume «un significato trasversale [...], senza schemi, senza classificazioni, libero dall'identità di genere, in qualche modo fluido, che non ha paura di mischiare. Quello che facciamo potrebbe proprio essere queer, quindi queer music, anche se non trattiamo tematiche queer propriamente dette. Però queer ci piace».
Nel 2021 Mangiaracina ha spiegato come il duo si senta portatore di un'identità «fluida, perché la sessualità non ha confini. Ma son servite le definizioni, le lotte per i diritti di prima, per poter affermare, come faccio io, di non volere essere "fissato" in uno schema di genere».
La discografia del duo è, difatti, caratterizzata da uno stile musicale largamente eclettico che ha la sperimentazione e l'elettronica come elementi centrali, al cui interno sono presenti influenze che spaziano tra il pop, il rock, folk, il synth pop, l'elettropop, il nu jazz, il neo soul, la musica d'autore, la dance, la musica psichedelica, il contemporary R&B e il soul jazz.

## Formazione
Attuale
- Veronica Lucchesi – voce (2011-presente)
- Dario Mangiaracina – chitarra, basso, pianoforte, sintetizzatore, programmazione, sassofono, fisarmonica, voce (2011-presente)

Turnisti
- Enrico Lupi – tastiera, sintetizzatore, tromba (2015-2023)
- Marta Cannuscio – batteria elettronica, conga, percussioni, cori (2015-2023)
- Erika Lucchesi – chitarra, sassofono, percussioni, cori (2015-presente)
- Roberto Calabrese – batteria, percussioni (2018-presente)
- Roberto Cammarata – chitarra (2022-2023)
- Carmelo Drago – basso (2022-presente)
- Donato Di Trapani – tastiera (2024-presente)
- Elisa Zimbardo – chitarra (2024-presente)

## Discografia

### Album in studio
- 2014 – (Per la) via di casa
- 2015 – Bu Bu Sad
- 2018 – Go Go Diva
- 2021 – My Mamma
- 2024 – Giorni felici

### Album dal vivo
- 2017 – Bu Bu Sad Live
- 2023 – Live with Orchestra

## Tournée
- 2011-15 – (Per la) via di casa tour
- 2015-18 – Bu Bu Sad Live Tour
- 2018-19 – Go Go Diva Tour
- 2021-22 – My Mamma Tour
- 2024/25 – Giorni felici Tour
- 2025 – Happy Days Tour

## Altre opere

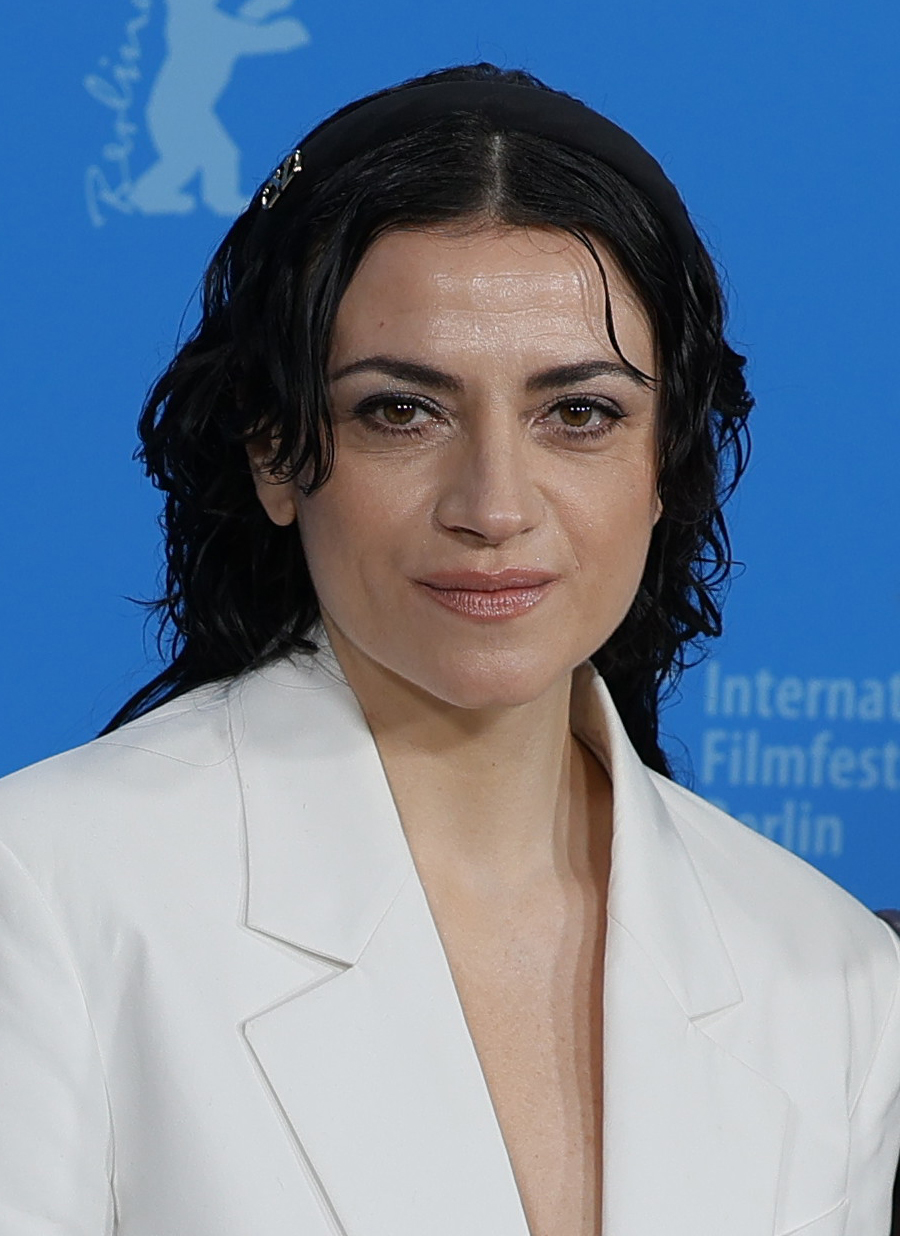
Veronica Lucchesi a Berlinale 2024

### Teatro e televisione
- Anatomia fantastica (performance), 2019[23]
- Il cacciatore (serie TV), st. 2, regia di Stefano Lodovichi e Davide Marengo, 2020 – Band di Maria Savoca.[56]

### Narrativa
- Veronica Lucchesi e Dario Mangiaracina, Maimamma, Milano, Il Saggiatore, 2021, ISBN 978-88-42-82940-9.

## Riconoscimenti
- 2013 – Arezzo Wave Sicilia
- 2014 – Targa Tenco, candidatura al Miglior disco d'esordio per (Per la) via di casa
- 2015 – Premio MEI, Miglior voce femminile
- 2016 – Musica da bere, Premio Live[15]
- 2016 – Targa Tenco, candidatura al Miglior disco dell'anno per Bu Bu Sad[57]